# Microgramma mauritiana
Microgramma mauritiana là một loài thực vật có mạch trong họ Polypodiaceae. Loài này được (Willd.) Tardieu miêu tả khoa học đầu tiên năm 1960.